# Världscupen i bob
Världscupen i bob är en årlig serie av bobtävlingar som anordnas av Fédération Internationale de Bobsleigh et de Tobogganing, (FIBT). Herrarna hade premiärsäsongen säsongen 1984/1985, damtävlingarna säsongen 1994/1995.

## Herrar

### Kombination
Debuterade säsongen 1984/1985.
| Säsong    | Guld                | Silver              | Brons                  |
| 1984/1985 | Anton Fischer       | –                   | –                      |
| 1985/1986 | Ekkehard Fasser     | Matt Roy            | Nick Phipps            |
| 1986/1987 | Matt Roy            | Wolfgang Hoppe      | Anton Fischer          |
| 1987/1988 | Ingo Appelt         | Jānis Ķipurs        | Volker Dietrich        |
| 1988/1989 | Gustav Weder        | Detlef Richter      | Nico Baracchi          |
| 1989/1990 | Māris Poikāns       | Chris Lori          | Wolfgang Hoppe         |
| 1989/1990 | Māris Poikāns       | Chris Lori          | Christian Schebitz     |
| 1990/1991 | Gustav Weder        | Ingo Appelt         | Chris Lori             |
| 1990/1991 | Gustav Weder        | Ingo Appelt         | Wolfgang Hoppe         |
| 1991/1992 | Wolfgang Hoppe      | Gustav Weder        | Chris Lori             |
| 1992/1993 | Brian Shimer        | Gustav Weder        | Günther Huber          |
| 1993/1994 | Pierre Lueders      | Hubert Schösser     | Mark Tout              |
| 1994/1995 | Pierre Lueders      | Reto Götschi        | Günther Huber          |
| 1995/1996 | Christoph Langen    | Pierre Lueders      | Chris Lori             |
| 1996/1997 | Günther Huber       | Brian Shimer        | Pierre Lueders         |
| 1997/1998 | Pierre Lueders      | Gunther Huber       | Sandis Prūsis          |
| 1998/1999 | Christoph Langen    | Reto Götschi        | Pierre Lueders         |
| 1999/2000 | Marcel Rohner       | Christian Reich     | Pierre Lueders         |
| 2000/2001 | André Lange         | Martin Annen        | Sandis Prūsis          |
| 2001/2002 | Martin Annen        | Christian Reich     | André Lange            |
| 2002/2003 | André Lange         | René Spies          | Martin Annen           |
| 2003/2004 | André Lange         | Pierre Lueders      | Todd Hays              |
| 2004/2005 | Martin Annen        | Aleksandr Zubkov    | Pierre Lueders         |
| 2005/2006 | Pierre Lueders      | Aleksandr Zubkov    | Todd Hays              |
| 2006/2007 | Steven Holcomb      | Pierre Lueders      | André Lange            |
| 2007/2008 | André Lange         | Aleksandr Zubkov    | Steven Holcomb         |
| 2008/2009 | Aleksandr Zubkov    | Beat Hefti          | Andre Lange            |
| 2009/2010 | Steven Holcomb      | Ivo Rüegg           | Thomas Florschütz      |
| 2010/2011 | Manuel Machata      | Aleksandr Zubkov    | Steven Holcomb         |
| 2011/2012 | Maximilian Arndt    | Aleksandr Zubkov    | Manuel Machata         |
| 2012/2013 | Oskars Melbārdis    | Aleksandr Zubkov    | Manuel Machata         |
| 2013/2014 | Steven Holcomb      | Beat Hefti          | Thomas Florschütz      |
| 2014/2015 | Oskars Melbārdis    | Rico Peter          | Nico Walther           |
| 2015/2016 | Nico Walther        | Francesco Friedrich | Maximilian Arndt       |
| 2016/2017 | Francesco Friedrich | Steven Holcomb      | Rico Peter             |
| 2017/2018 | Justin Kripps       | Francesco Friedrich | Johannes Lochner       |
| 2018/2019 | Francesco Friedrich | Oskars Ķibermanis   | Nico Walther           |
| 2019/2020 | Francesco Friedrich | Justin Kripps       | Oskars Ķibermanis      |
| 2020/2021 | Francesco Friedrich | Johannes Lochner    | Dominik Dvořák         |
| 2021/2022 | Francesco Friedrich | Justin Kripps       | Rostislav Gajtiukevitj |
| 2022/2023 | Francesco Friedrich | Johannes Lochner    | Brad Hall              |
| 2023/2024 | Francesco Friedrich | Johannes Lochner    | Emīls Cipulis          |

### Tvåmanna
Inofficiella tävlingar 1984/1985-1989/1990. Officiell debut 1990/1991.
| Säsong    | Guld                | Silver              | Brons                  |
| 1984/1985 | Anton Fischer       | Nick Phipps         | Hans Hiltebrand        |
| 1985/1986 | Māris Poikāns       | Vjatjeslav Savlev   | Ekkehard Fasser        |
| 1986/1987 | Anton Fischer       | Matt Roy            | Wolfgang Hoppe         |
| 1987/1988 | Jānis Ķipurs        | Volker Dietrich     | Zintis Ekmanis         |
| 1988/1989 | Gustav Weder        | Detlef Richter      | Nico Baracchi          |
| 1989/1990 | Christian Schebitz  | Greg Haydenluck     | Māris Poikāns          |
| 1991/1992 | Wolfgang Hoppe      | Gustav Weder        | Chris Lori             |
| 1991/1992 | Günther Huber       | Gustav Weder        | Rudi Lochner           |
| 1992/1993 | Günther Huber       | Gustav Weder        | Brian Shimer           |
| 1993/1994 | Pierre Lueders      | Christoph Langen    | Günther Huber          |
| 1994/1995 | Pierre Lueders      | Reto Götschi        | Günther Huber          |
| 1995/1996 | Christoph Langen    | Pierre Lueders      | Sepp Dostthaler        |
| 1996/1997 | Pierre Lueders      | Günther Huber       | Brian Shimer           |
| 1997/1998 | Pierre Lueders      | Günther Huber       | Sandis Prūsis          |
| 1998/1999 | Christoph Langen    | Reto Götschi        | Pierre Lueders         |
| 1999/2000 | Christian Reich     | Reto Götschi        | Marcel Rohner          |
| 2000/2001 | Martin Annen        | René Spies          | André Lange            |
| 2001/2002 | Martin Annen        | Pierre Lueders      | Christian Reich        |
| 2002/2003 | Pierre Lueders      | René Spies          | André Lange            |
| 2003/2004 | Christoph Langen    | Pierre Lueders      | André Lange            |
| 2004/2005 | Martin Annen        | Pierre Lueders      | Aleksandr Zubkov       |
| 2005/2006 | Pierre Lueders      | Aleksandr Zubkov    | Todd Hays              |
| 2006/2007 | Steven Holcomb      | Pierre Lueders      | André Lange            |
| 2007/2008 | André Lange         | Ivo Rüegg           | Aleksandr Zubkov       |
| 2008/2009 | Beat Hefti          | André Lange         | Thomas Florschütz      |
| 2009/2010 | Ivo Rüegg           | Thomas Florschütz   | Karl Angerer           |
| 2010/2011 | Aleksandr Zubkov    | Manuel Machata      | Simone Bertazzo        |
| 2011/2012 | Beat Hefti          | Maximilian Arndt    | Alexandr Zubkov        |
| 2012/2013 | Lyndon Rush         | Oskars Melbārdis    | Manuel Machata         |
| 2013/2014 | Steven Holcomb      | Beat Hefti          | Francesco Friedrich    |
| 2014/2015 | Oskars Melbārdis    | Beat Hefti          | Rico Peter             |
| 2015/2016 | Won Yun-jong        | Nico Walther        | Uģis Žaļims            |
| 2016/2017 | Francesco Friedrich | Steven Holcomb      | Won Yun-jong           |
| 2017/2018 | Justin Kripps       | Francesco Friedrich | Christopher Spring     |
| 2018/2019 | Francesco Friedrich | Oskars Ķibermanis   | Nico Walther           |
| 2019/2020 | Francesco Friedrich | Oskars Ķibermanis   | Justin Kripps          |
| 2020/2021 | Francesco Friedrich | Johannes Lochner    | Dominik Dvořák         |
| 2021/2022 | Francesco Friedrich | Justin Kripps       | Rostislav Gajtiukevitj |
| 2022/2023 | Johannes Lochner    | Francesco Friedrich | Brad Hall              |
| 2023/2024 | Francesco Friedrich | Johannes Lochner    | Adam Ammour            |

### Fyrmanna
Inofficiella tävlingar 1984/1985-1989/1990. Officiell debut 1990/1991.
| Säsong    | Guld                | Silver              | Brons                  |
| 1984/1985 | Jeffrey Jost        | Nick Phipps         | Silvio Giobellina      |
| 1985/1986 | Ekkehard Fasser     | Walter Delle Karth  | Matt Roy               |
| 1986/1987 | Matt Roy            | Wolfgang Hoppe      | Peter Kienast          |
| 1987/1988 | Ingo Appelt         | ingen utsedd        | Volker Dietrich        |
| 1987/1988 | Peter Kienast       | ingen utsedd        | Volker Dietrich        |
| 1988/1989 | Ingo Appelt         | Gustav Weder        | Peter Kienast          |
| 1989/1990 | Chris Lori          | Māris Poikāns       | Dietmar Falkenberg     |
| 1990/1991 | Gustav Weder        | Ingo Appelt         | Chris Lori             |
| 1991/1992 | Wolfgang Hoppe      | Gustav Weder        | Mark Tout              |
| 1992/1993 | Brian Shimer        | Chris Lori          | Wolfgang Hoppe         |
| 1993/1994 | Hubert Schösser     | Dirk Wiese          | Mark Tout              |
| 1994/1995 | Pierre Lueders      | Mark Tout           | Dirk Wiese             |
| 1995/1996 | Wolfgang Hoppe      | Christoph Langen    | Chris Lori             |
| 1996/1997 | Marcel Rohner       | Wolfgang Hoppe      | Gunther Huber          |
| 1997/1998 | Harald Czudaj       | Marcel Rohner       | Hubert Schösser        |
| 1998/1999 | Christoph Langen    | Marcel Rohner       | André Lange            |
| 1999/2000 | Marcel Rohner       | Sandis Prūsis       | Pierre Lueders         |
| 2000/2001 | André Lange         | Sandis Prūsis       | Matthias Benesch       |
| 2001/2002 | Martin Annen        | André Lange         | Christian Reich        |
| 2002/2003 | André Lange         | Sandis Prūsis       | Ralph Rüegg            |
| 2003/2004 | André Lange         | Aleksandr Zubkov    | Todd Hays              |
| 2004/2005 | Aleksandr Zubkov    | Martin Annen        | Pierre Lueders         |
| 2005/2006 | Aleksandr Zubkov    | Pierre Lueders      | Martin Annen           |
| 2006/2007 | Jevgenij Popov      | Steven Holcomb      | Martin Annen           |
| 2007/2008 | André Lange         | Aleksandr Zubkov    | Jānis Miņins           |
| 2008/2009 | Aleksandr Zubkov    | Jānis Miņins        | André Lange            |
| 2009/2010 | Steven Holcomb      | Jānis Miņins        | André Lange            |
| 2010/2011 | Manuel Machata      | Steven Holcomb      | Aleksandr Zubkov       |
| 2011/2012 | Alexandr Zubkov     | Maximilian Arndt    | Manuel Machata         |
| 2012/2013 | Alexandr Zubkov     | Oskars Melbārdis    | Manuel Machata         |
| 2013/2014 | Maximilian Arndt    | Steven Holcomb      | Thomas Florschütz      |
| 2014/2015 | Oskars Melbārdis    | Maximilian Arndt    | Nico Walther           |
| 2015/2016 | Maximilian Arndt    | Francesco Friedrich | Rico Peter             |
| 2016/2017 | Rico Peter          | Steven Holcomb      | Nico Walther           |
| 2017/2018 | Johannes Lochner    | Francesco Friedrich | Justin Kripps          |
| 2018/2019 | Francesco Friedrich | Oskars Ķibermanis   | Johannes Lochner       |
| 2019/2020 | Francesco Friedrich | Johannes Lochner    | Justin Kripps          |
| 2020/2021 | Francesco Friedrich | Benjamin Maier      | Justin Kripps          |
| 2021/2022 | Francesco Friedrich | Justin Kripps       | Rostislav Gajtiukevitj |
| 2022/2023 | Francesco Friedrich | Brad Hall           | Johannes Lochner       |
| 2023/2024 | Francesco Friedrich | Emīls Cipulis       | Johannes Lochner       |

## Damer

### Kombination
Debuterade 2021/2022.
| Säsong    | Guld                | Silver        | Brons              |
| 2021/2022 | Elana Meyers Taylor | Laura Nolte   | Christine de Bruin |
| 2022/2023 | Kaillie Humphries   | Laura Nolte   | Kim Kalicki        |
| 2023/2024 | Laura Nolte         | Lisa Buckwitz | Melanie Hasler     |

### Monobob
Debuterade 2020/2021.
| Säsong    | Guld                | Silver            | Brons              |
| 2020/2021 | Nicole Vogt         | Breeana Walker    | Marina Silva Tuono |
| 2021/2022 | Elana Meyers Taylor | Kaillie Humphries | Cynthia Appiah     |
| 2022/2023 | Kaillie Humphries   | Laura Nolte       | Cynthia Appiah     |
| 2023/2024 | Lisa Buckwitz       | Breeana Walker    | Laura Nolte        |

### Tvåmanna
Debuterade 1993/1994.
| Säsong    | Guld                    | Silver               | Brons                |
| 1993/1994 | Barbara Muriset         | –                    | –                    |
| 1994/1995 | Claudia Bühlmann        | –                    | –                    |
| 1995/1996 | Françoise Burdet        | –                    | –                    |
| 1996/1997 | Françoise Burdet        | –                    | –                    |
| 1997/1998 | Françoise Burdet        | –                    | –                    |
| 1998/1999 | Françoise Burdet        | Jean Racine          | Michelle Coy         |
| 1999/2000 | Jean Racine             | Jill Bakken          | Françoise Burdet     |
| 2000/2001 | Jean Racine             | Sandra Prokoff       | Bonny Warner         |
| 2001/2002 | Susi Erdmann            | Sandra Prokoff       | Jean Racine          |
| 2002/2003 | Susi Erdmann            | Sandra Prokoff       | Gerda Weissensteiner |
| 2003/2004 | Sandra Prokoff          | Jean Racine          | Susi Erdmann         |
| 2003/2004 | Sandra Prokoff          | Jean Racine          | Gerda Weissensteiner |
| 2004/2005 | Sandra Prokoff-Kiriasis | Cathleen Martini     | Susi Erdmann         |
| 2005/2006 | Sandra Kiriasis         | Helen Upperton       | Shauna Rohbock       |
| 2006/2007 | Sandra Kiriasis         | Shauna Rohbock       | Cathleen Martini     |
| 2007/2008 | Sandra Kiriasis         | Cathleen Martini     | Helen Upperton       |
| 2008/2009 | Sandra Kiriasis         | Cathleen Martini     | Nicole Minichiello   |
| 2009/2010 | Sandra Kiriasis         | Kaillie Humphries    | Cathleen Martini     |
| 2010/2011 | Sandra Kiriasis         | Cathleen Martini     | Kaillie Humphries    |
| 2011/2012 | Cathleen Martini        | Anja Schneiderheinze | Sandra Kiriasis      |
| 2012/2013 | Kaillie Humphries       | Sandra Kiriasis      | Cathleen Martini     |
| 2013/2014 | Kaillie Humphries       | Elana Meyers         | Jamie Greubel        |
| 2014/2015 | Elana Meyers            | Kaillie Humphries    | Jazmine Fenlator     |
| 2015/2016 | Kaillie Humphries       | Jamie Greubel Poser  | Christina Hengster   |
| 2016/2017 | Jamie Greubel Poser     | Kaillie Humphries    | Elana Meyers Taylor  |
| 2017/2018 | Kaillie Humphries       | Elana Meyers Taylor  | Mariama Jamanka      |
| 2018/2019 | Mariama Jamanka         | Stephanie Schneider  | Elana Meyers Taylor  |
| 2019/2020 | Stephanie Schneider     | Mariama Jamanka      | Christine de Bruin   |
| 2020/2021 | Katrin Beierl           | Kim Kalicki          | Mariama Jamanka      |
| 2021/2022 | Elana Meyers Taylor     | Laura Nolte          | Kim Kalicki          |
| 2022/2023 | Laura Nolte             | Kim Kalicki          | Kaillie Humphries    |
| 2023/2024 | Laura Nolte             | Kim Kalicki          | Lisa Buckwitz        |